# Cóc đầu bẹt Borneo
Cóc đầu bẹt Borneo hay cóc nhiệt đới Kalimantan (danh pháp hai phần: Barbourula kalimantanensis) là một loài cóc thuộc họ Bombinatoridae. Loài này sinh sống ở Indonesia.